# Paraleucothoe novaehollandiae
Paraleucothoe novaehollandiae is een vlokreeftensoort uit de familie van de Leucothoidae. De wetenschappelijke naam van de soort is voor het eerst geldig gepubliceerd in 1879 door Haswell.